# Harry Douglas
Harry Douglas IV (Tampa, 16 settembre 1984) è un giocatore di football americano statunitense che gioca nel ruolo di wide receiver per gli Tennessee Titans della National Football League (NFL). Fu scelto nel corso del terzo giro (84º assoluto) del Draft NFL 2008 dagli Atlanta Falcons. Al college ha giocato a football all’Università di Louisville.

## Carriera professionistica

### Atlanta Falcons
Douglas fu scelto nel corso del terzo giro del Draft 2008 dagli Atlanta Falcons. Nella sua stagione da rookie disputò tutte le 16 partite, nessuna delle quali come titolare, segnando il primo touchdown su ricezione della carriera nella settimana 12 contro Carolina Panthers e segnando nella stessa partita un altro TD su ritorno da un punt.
A causa di un infortunio subito nel training camp, Harry perse tutta la stagione 2009 facendo ritorno nel 2010 in cui giocò ancora tutte le 16 gare stagionali, tra cui le prime 4 come titolare.
Nella stagione 2011 Douglas disputò altre 4 gare come titolare su 16 totali ricevendo un primato in carriera di 498 yard e segnando un touchdown.
Nella prima gara della stagione 2013, Douglas guidò i Falcons con 93 yard ricevute nella sconfitta contro i New Orleans Saints. A causa dell'infortunio di Julio Jones nella settimana 5, fu promosso come ricevitore titolare per il resto della stagione, terminando con i primati in carriera per yard yard ricevute (1.067) e touchdown su ricezione (2).
Il primo touchdown del 2014, Douglas lo segnò nella vittoria della settimana 3 contro i Tampa Bay Buccaneers.

### Tennessee Titans
Il 10 marzo 2015 Douglas firmò un contratto triennale con i Tennessee Titans.

## Statistiche
| Partite totali         | 91    |
| Partite da titolare    | 26    |
| Ricezioni              | 258   |
| Yard su ricezione      | 3.130 |
| Touchdown su ricezione | 8     |

Statistiche aggiornate alla stagione 2014